# Корчівка (Пулинська селищна громада)
Корчі́вка — село в Україні, у Житомирському районі Житомирської області. Населення становить 319 осіб.

## Історія
У 1906 році — село Пулинської волості Житомирського повіту Волинської губернії. Відстань від повітового міста 35 верст, від волості 4. Дворів 16, мешканців 167.
У 1923—54 роках — адміністративний центр Корчівської сільської ради Червоноармійського району. 29 червня 1960 року, відповідно до рішення Житомирського облвиконкому № 683 «Про об'єднання деяких населених пунктів районах області», приєднано с. Габрівка.

## Відомі люди
- Микитюк Валерій Мар'янович (нар. 1953) — український науковець, кандидат економічних наук.